# Järve (Salme)
Järve – wieś w Estonii, w prowincji Sarema, w gminie Salme.